# 15 tháng 11
Ngày 15 tháng 11 là ngày thứ 319 (320 trong năm nhuận) trong lịch Gregory. Còn 46 ngày trong năm.

## Sự kiện
- 655 – Trận Winwaed: Penda của Mercia thua Oswiu của Northumbria.
- 976 – Triệu Quang Nghĩa trở thành hoàng đế thứ hai của Bắc Tống, tức Tống Thái Tông, sau khi anh là Tống Thái Tổ từ trần.
- 1370 – Cung Định vương Trần Phủ lên ngôi (tức vua Trần Nghệ Tông), hoàng đế thứ 9 của nhà Trần.
- 1515 – Thomas Cardinal Wolsey được trở thành đức hồng y.
- 1533 – Francisco Pizarro tới Cuzco, Peru.
- 1777 – Cách mạng Hoa Kỳ: Sau khi Quốc hội Lục địa tranh luận 16 tháng, họ thông qua Các điều khoản liên bang (Articles of Confederation).
- 1791 – Trường đại học Công giáo đầu tiên ở Hoa Kỳ, Đại học Georgetown, mở cửa.
- 1864 – Nội chiến Hoa Kỳ: Tướng miền Bắc William Tecumseh Sherman bắt đầu "Cuộc hành quân ra Biển", tàn phá tài sản và cơ sở hạ tầng trên đường đi từ Atlanta đến Savannah, Georgia.
- 1889 – Deodoro da Fonseca dẫn đầu cuộc đảo chính lật đổ Hoàng đế Pedro II của Brasil được lòng dân.
- 1920 – Hội Quốc Liên họp lần đầu tiên tại Giơnevơ, Thụy Sĩ, 41 quốc gia thành viên sáng lập có mặt.
- 1922 – Cộng hòa Viễn Đông sáp nhập vào nước Nga Xô viết, tất cả quyền hạn và lãnh thổ được chuyển giao cho chính phủ Bolshevik tại Moskva.
- 1935 – Hoa Kỳ thành lập Khối thịnh vượng chung Philippines với Manuel L. Quezon là tổng thống đầu tiên.
- 1966 – Liên đoàn bóng đá châu Đại Dương được hình thành với ba thành viên là Úc, New Zealand, Fiji.
- 1968 – Chiến tranh Việt Nam: Quân lực Hoa Kỳ mở đầu Chiến dịch Commando Hunt, một chiến dịch không kích lớn có mục đích ngăn trở Quân đội Nhân dân Việt Nam không thể chở quân và đạn dược trên đường Trường Sơn.
- 1983 – Cộng hòa Thổ Nhĩ Kỳ Bắc Síp đơn phương tuyên bố độc lập tại lãnh thổ do Thổ Nhĩ Kỳ chiếm đóng ở phía bắc đảo Síp.
- 1988 – Tàu vũ trụ Buran, đối trọng của Liên Xô với tàu con thoi của NASA, được phóng lên không có người lái trong chuyến bay duy nhất.
- 1990 – Quốc hội Bulgaria bỏ phiếu đổi tên nước từ Cộng hòa Nhân dân Bulgaria thành Cộng hòa Bulgaria và loại bỏ biểu tượng nhà nước cộng sản khỏi quốc kỳ.
- 1991 – Chúc thư của Hòa thượng Thích Đôn Hậu, Đệ tam Tăng thống của Giáo hội Phật giáo Việt Nam Thống nhất kêu gọi sự phục hoạt
- 2005 – Không gian văn hóa Cồng Chiêng Tây Nguyên được UNESCO công nhận là Kiệt tác truyền khẩu và phi vật thể của nhân loại
- 2012 – Tập Cận Bình được bầu làm Tổng Bí thư Đảng Cộng sản Trung Quốc, Chủ tịch Quân ủy Trung ương Trung Quốc

## Sinh
- 986 – Lê Long Đĩnh, Hoàng đế cuối cùng của nhà Tiền Lê, Việt Nam (m. 1009)
- 1891 – Erwin Rommel, Thống chế Đức (m. 1944)
- 1903 – Trần Văn Đỗ, Bộ trưởng Ngoại giao Quốc gia Việt Nam, Phó thủ tướng, Bộ trưởng ngoại giao Việt Nam Cộng hòa (mất 1990)
- 1923 – Văn Cao, nhạc sĩ nổi tiếng, tác giả quốc ca Việt Nam
- 1930 – Nhạc sĩ Phạm Thế Mỹ
- 1954 – David B. Audretsch nhà kinh tế học người Hoa Kỳ
- 1981 - Hà Okio (Lương Mạnh Hà), ca sĩ, nhạc sĩ người Việt Nam
- 1987 - Trần Ngọc (Trần Hồng Ngọc), biên tập viên, dẫn chương trình người Việt Nam
- 1993 – Paulo Dybala cầu thủ bóng đá người Argentina

## Mất
- 923 – Vương Ngạn Chương, danh tướng nhà Hậu Lương thời Ngũ đại Thập quốc.
- 1210 – Lý Cao Tông, Hoàng đế thứ bảy của nhà Lý, Việt Nam (s. 1173)
- 1630 – Johannes Kepler, nhà toán học, thiên văn học, và chiêm tinh học người Đức (s. 1571)
- 1888 – Tôn Thất Đàm, võ tướng và trung thần nhà Nguyễn (s. 1864)
- 1998 – Lê Yên, nhạc sĩ tiền chiến Việt Nam (s. 1917)
- 2001 – Đoàn Chuẩn, nhạc sĩ của mùa thu Hà Nội (s. 1924)
- 2024 – Thân vương phi Yuriko (s. 1923)